# Abbaye de Clairvaux
Pour les articles homonymes, voir Abbaye de Clairvaux (homonymie).
L'abbaye de Clairvaux est une ancienne abbaye cistercienne située dans la commune de Ville-sous-la-Ferté, à quinze kilomètres de Bar-sur-Aube, dans l'Aube. Elle a été fondée en 1115 par Bernard de Clairvaux et quelques compagnons, envoyés par Étienne Harding, abbé de Cîteaux. La personnalité de saint Bernard lui donna un rayonnement considérable.
Avec La Ferté, Pontigny, et Morimond elle forme le groupe des abbayes primaires (premières fondations) de Cîteaux, elle-même toute première abbaye de l'ordre cistercien. C'est de loin la plus prolifique, avec quatre-vingts abbayes-filles. Elle est supprimée lors de la Révolution française. Depuis 1808, les bâtiments de l'abbaye, rachetés par l'État, sont occupés par une institution pénitentiaire française, la maison centrale de Clairvaux. Celle-ci est fermée en 2023, soulevant des inquiétudes de la part d'historiens et d'élus sur la conservation patrimoniale du site,.

## Situation géographique
L'abbaye de Clairvaux se trouve dans la commune de Ville-sous-la-Ferté, dans le département de l’Aube, en région Grand Est.

## Histoire

### Fondation
La fondation de Clairvaux remonte aux temps de la toute première extension de l'ordre cistercien. En 1115, l'abbaye-mère de Cîteaux a fondé deux abbayes-filles, La Ferté et Pontigny. Au moment de la fondation de Morimond, des pourparlers semblent être en cours pour une nouvelle fondation qui serait située sur les terres de Hugues de Troyes, comte de Champagne, dans le diocèse de Langres.

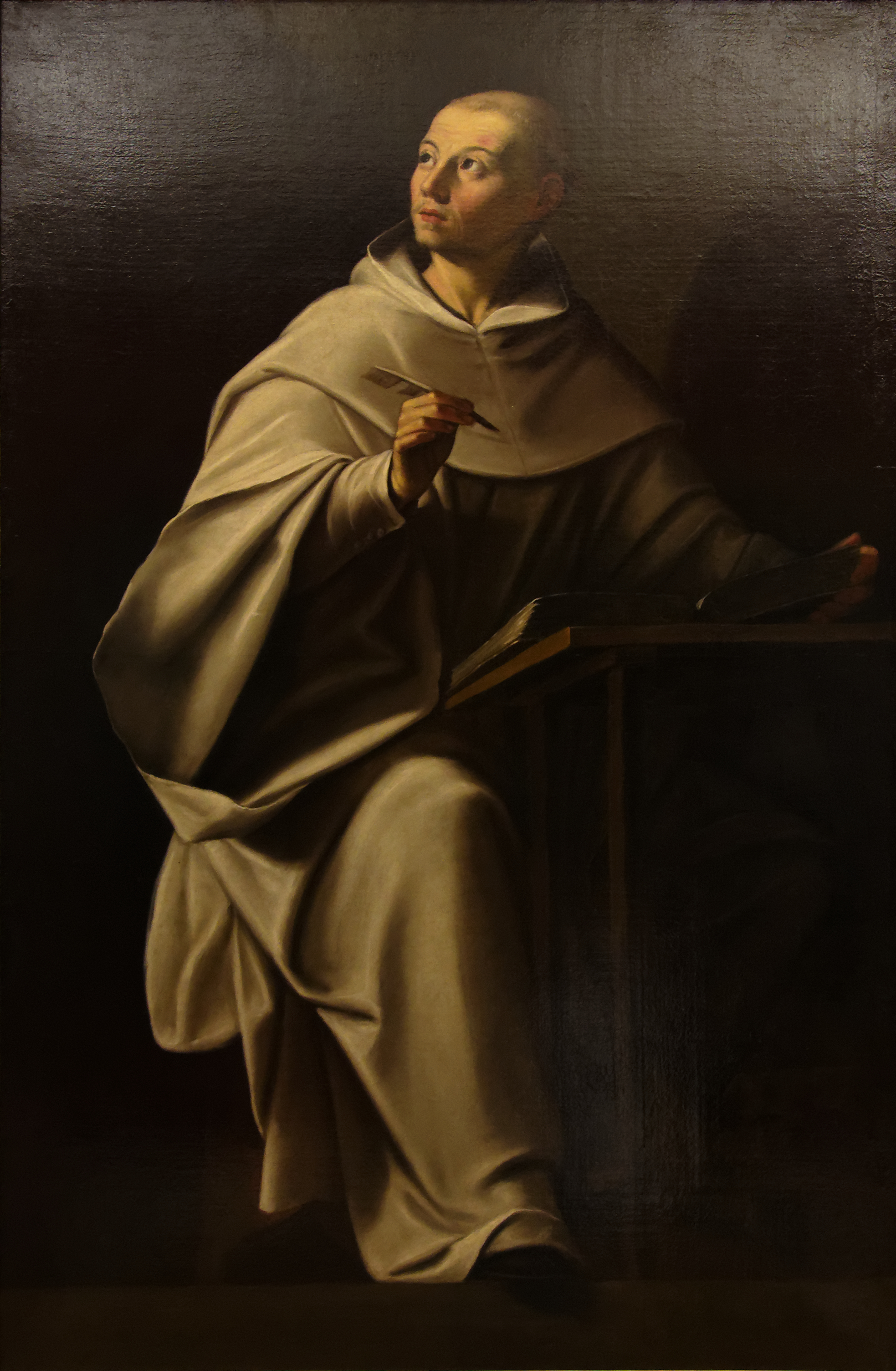
Saint Bernard écrivant par Philippe Quantin.

C'est ainsi que l'abbaye de Clairvaux (clara vallis, « vallée claire ») est fondée le 25 juin 1115 par Bernard de Clairvaux, accompagné de douze moines suivant la coutume cistercienne. L'emplacement de l'abbaye est choisi avec précaution. Il s'agit d'une clairière isolée, le val d'Absinthe, au bord de l'Aube. Ce site permet aux moines de vivre leur vocation à l'écart du monde tout en ayant accès à un cours d'eau, nécessaire pour des questions d'hygiène mais aussi pour pouvoir implanter un moulin. En effet, les cisterciens se doivent de respecter la règle de saint Benoît qui stipule le respect du vœu de stabilité et la vie en autarcie. Ce terrain est offert par un proche parent de Bernard.

### Clairvaux I (1115-1135)
Mal connus, les premiers bâtiments de l'abbaye, en bois puis en pierre, forment un monastère conforme à la règle de saint Benoît avec, autour du cloître, une chapelle, un dortoir et un réfectoire. La cellule de Bernard communique certainement avec la chapelle. De 1115 à 1135, le territoire est aménagé et la forêt exploitée, tandis que le cours de l'Aube est dévié. L'abbaye est bientôt à la tête d'un riche patrimoine foncier constitué de vignes, forges, champs, mines de sel et forêts. Loin de fonctionner en autarcie, son emplacement le long de la route des foires de Champagne la met au cœur des circuits commerciaux de son temps. Son domaine agricole s'organise autour d'un réseau toujours plus vaste de granges.

### Clairvaux II (1135-1708)
Devant l'afflux des vocations, l'abbaye, devenue trop exiguë, est déplacée à partir de 1135 à 400 mètres à l'est du site primitif. Le charisme de Bernard et la renommée de Clairvaux attirent des recrues de l'Europe entière : entre 1115 et 1153, 888 moines sont passés par Clairvaux, dont un futur pape, Eugène III. Le nouveau monastère est inachevé lorsque Bernard meurt le 20 août 1153. La dédicace de l'église abbatiale a lieu en 1174. Sa décoration est simple, répondant à la volonté de saint Bernard « que rien ne détourne l'œil de Dieu » : une croix en bois et, peut-être à partir du XIIIe siècle, une statue de la Vierge. L'église est dotée d'un grand chœur à déambulatoire, autour du tombeau du saint fondateur, et de 9 chapelles rayonnantes. Du dortoir, un escalier mène à l'église, permettant aux moines de s'y rendre pour l'office de nuit.
Le cloître est construit dans la seconde moitié du XIIe siècle et modifié aux siècles suivants. Autour du cloître s'organisent le bâtiment des convers, la cuisine, le réfectoire des moines, le chauffoir et le bâtiment des moines. Celui-ci comprend, à l'étage, le dortoir des moines et, au rez de chaussée, le scriptorium. Un lavabo est situé devant l'entrée du réfectoire. De fait, l'architecture cistercienne, tant à Clairvaux qu'à Fontenay par exemple, répond à des nécessités. Il y a des bâtiments de vie (bâtiments des moines et des convers), des communs (moulins, cuisines, etc.) et l'abbatiale réservée à la prière. Les bâtiments se regroupaient autour du cloître. L'abbaye de Clairvaux était ainsi organisée d'après les sources écrites et autres vues cavalières et cela jusqu'au XVIIIe siècle.

### Le rayonnement de Clairvaux
L'abbaye de Clairvaux est, de loin, la plus féconde de toutes les abbayes cisterciennes, en raison principalement du charisme de saint Bernard. Elle fonde ou incorpore à l'ordre cistercien quatre-vingts abbayes filles directes (et plus trois cent cinquante abbayes filles en tout) à travers toute l'Europe :

#### En France
- 007 - Trois-Fontaines
- 012 - Fontenay
- 018 - Foigny
- 029 - Igny
- 031 - Reigny
- 037 - Ourscamp
- 044 - Cherlieu
- 051 - Longpont
- 058 - Vaucelles
- 077 - Vauclair
- 084 - La Grâce-Dieu
- 085 - Hautecombe
- 086 - Buzay
- 099 - Balerne
- 102 - Aulps
- 106 - Noirlac
- 109 - Auberive
- 131 - Bénisson-Dieu
- 144 - Larrivour
- 145 - Clairmarais
- 185 - Belleperche
- 195 - Belloc
- 203 - Grandselve
- 213 - La Prée
- 238 - Savigny
- 233 - Val-Richer
- 294 - Fontmorigny
- 295 - Aubepierre
- 298 - Loos
- 302 - Longuay
- 303 - Boulancourt
- 334 - Clermont
- 338 - Moreilles
- 343 - La Peyrouse
- 345 - Mores
- 606 - Valence
- 718 - Charité

#### En Europe

##### Au pays de Galles
- 150 - Whitland
- 271 - Margam

##### En Angleterre
- 052 - Rievaulx
- 089 - Fountains

##### En Irlande
- 173 - Mellifont

##### En Suisse
- 045 - Bonmont

##### En Allemagne
- 048 - Eberbach
- 075 - Himmerod

##### En Espagne
- 054 - Moreruela
- 154 - Oseira (de)
- 164 - Sobrado (de)
- 170 - Melón (de)
- 180 - Meira (de)
- 272 - Santa Espina (de)
- 335 - Notre-Dame de Valparaíso (es)
- 342 - Montederramo (de)
- 371 - Armenteira, près de Meis
- 477 - Oya
- 591 - Acibeiro (de)

##### En Italie
- 093 - Chiaravalle
- 111 - Chiaravalle della Colomba
- 151 - Tre Fontane
- 143 - Casamari
- 304 - Cabuabbas (de) (Sardaigne)
- 564 - Santa Maria delle Paludi (de)
- 584 - San Pietro della Canonica (de)

##### Au Portugal
- 134 - Lafões
- 148 - Tarouca
- 278 - Alcobaça
- 362 - Salzedas (de)

##### En Belgique
- 127 - Les Dunes
- 216 - Villers-la-Ville
- 273 - Aulne
- 287 - Cambron

##### En Suède
- 181 - Alvastra
- 182 - Nydala

##### Au Danemark
- 348 - Esrum

##### Aux Pays-Bas
- 392 - Klaarkamp

##### En Hongrie
- 464 - Zirc

##### En Croatie
- 555 - Topusko (de)

### Clairvaux III (1708-1792)
Au XVIIIe siècle, la communauté monastique de Clairvaux est restée prospère avec ses 20 000 hectares de forêts, de vignes et de terres labourables. Désirant plus de confort, elle décide en 1708 de démolir une grande partie des bâtiments médiévaux et reconstruire une abbaye monumentale de style classique. Le bâtiment des convers est cependant conservé, car il était devenu, entre-temps, une grange.

## L'abbaye de la Révolution à nos jours

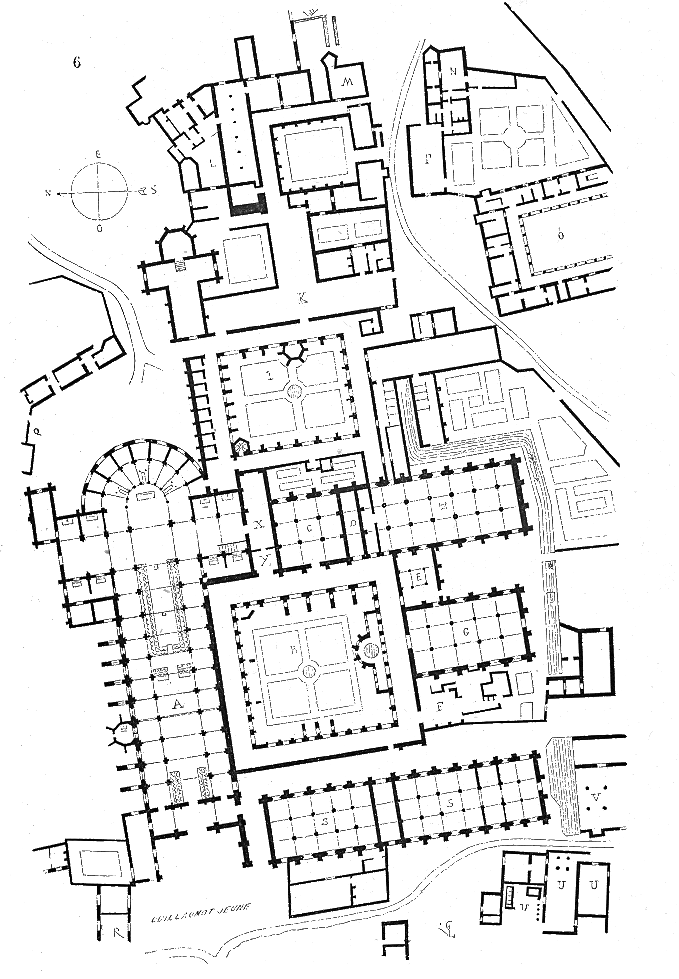
Plan des bâtiments monastiques.
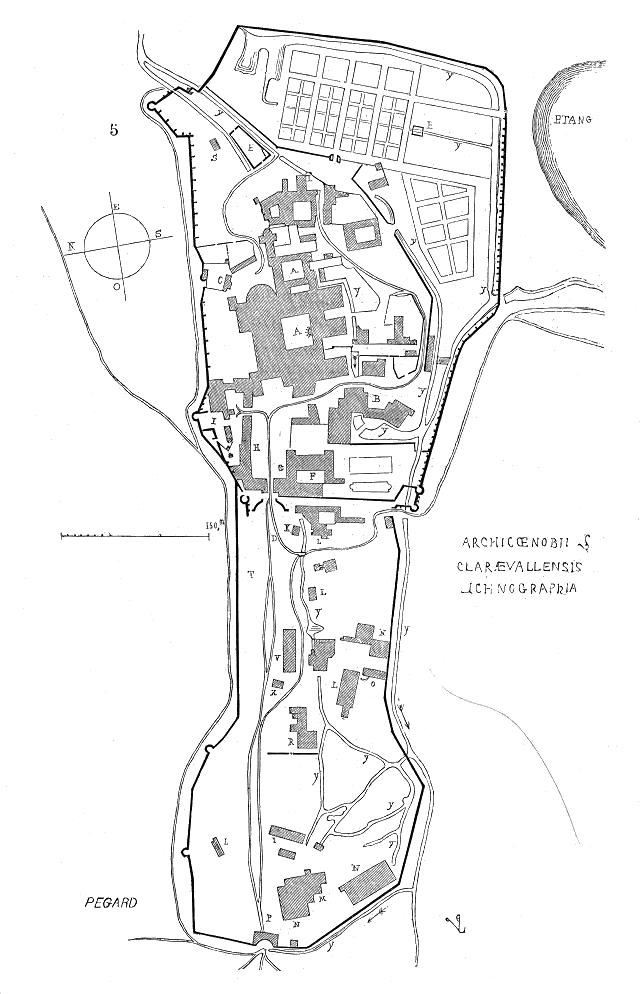
Plan général du site de Clairvaux.

### La Révolution
En 1789, l’abbaye est vendue comme bien national à la suite du décret du 2 novembre 1789 qui met les biens de l’Église à la disposition de la Nation. En 1792, des industriels achetèrent le site pour y installer leurs ateliers (une verrerie fut ainsi installée dans l'abbatiale). Ces industriels firent banqueroute et le site racheté par l'État pour en faire une prison en 1808.

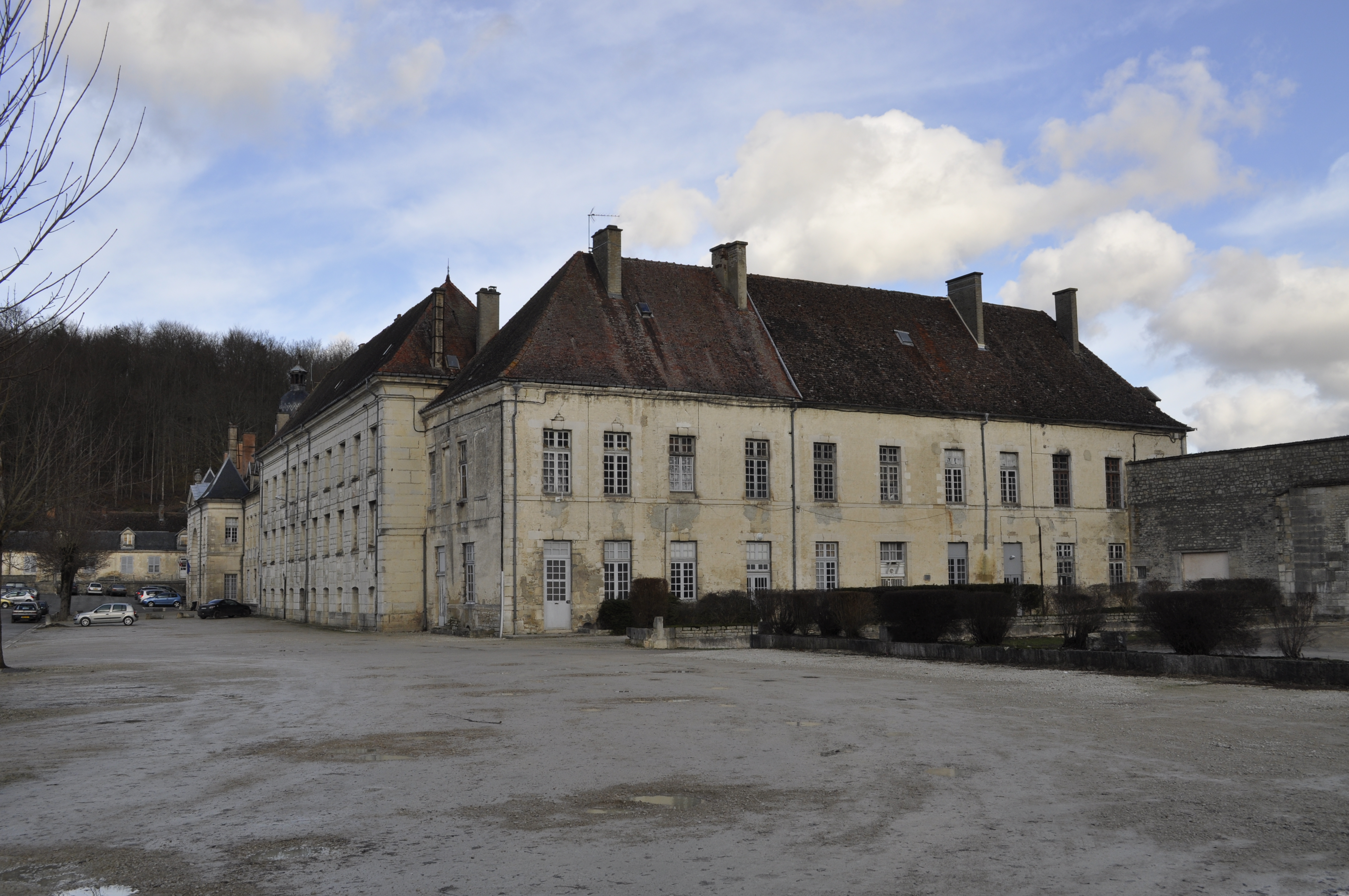
Hôtellerie.
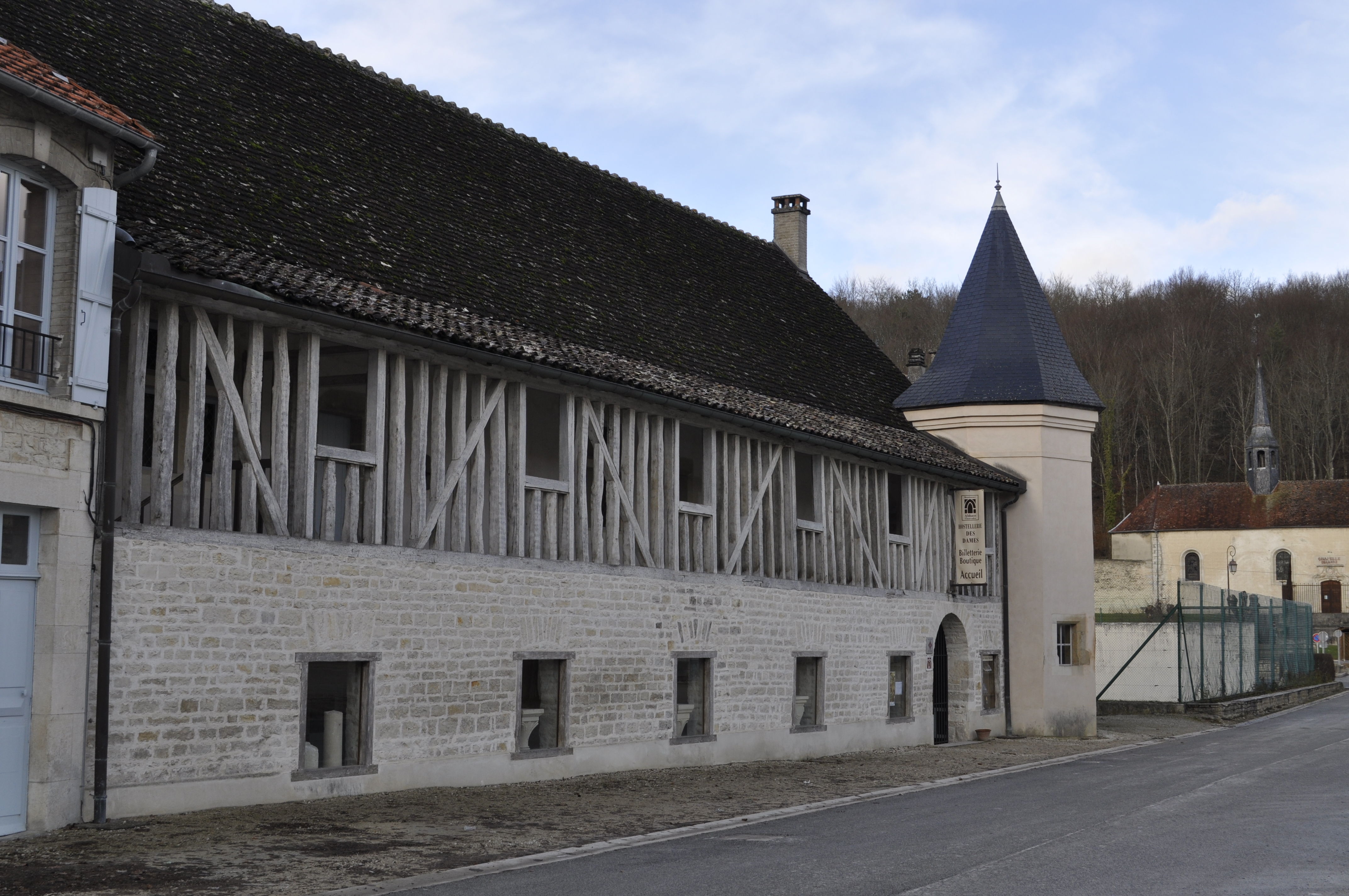
Hôtellerie des Dames.
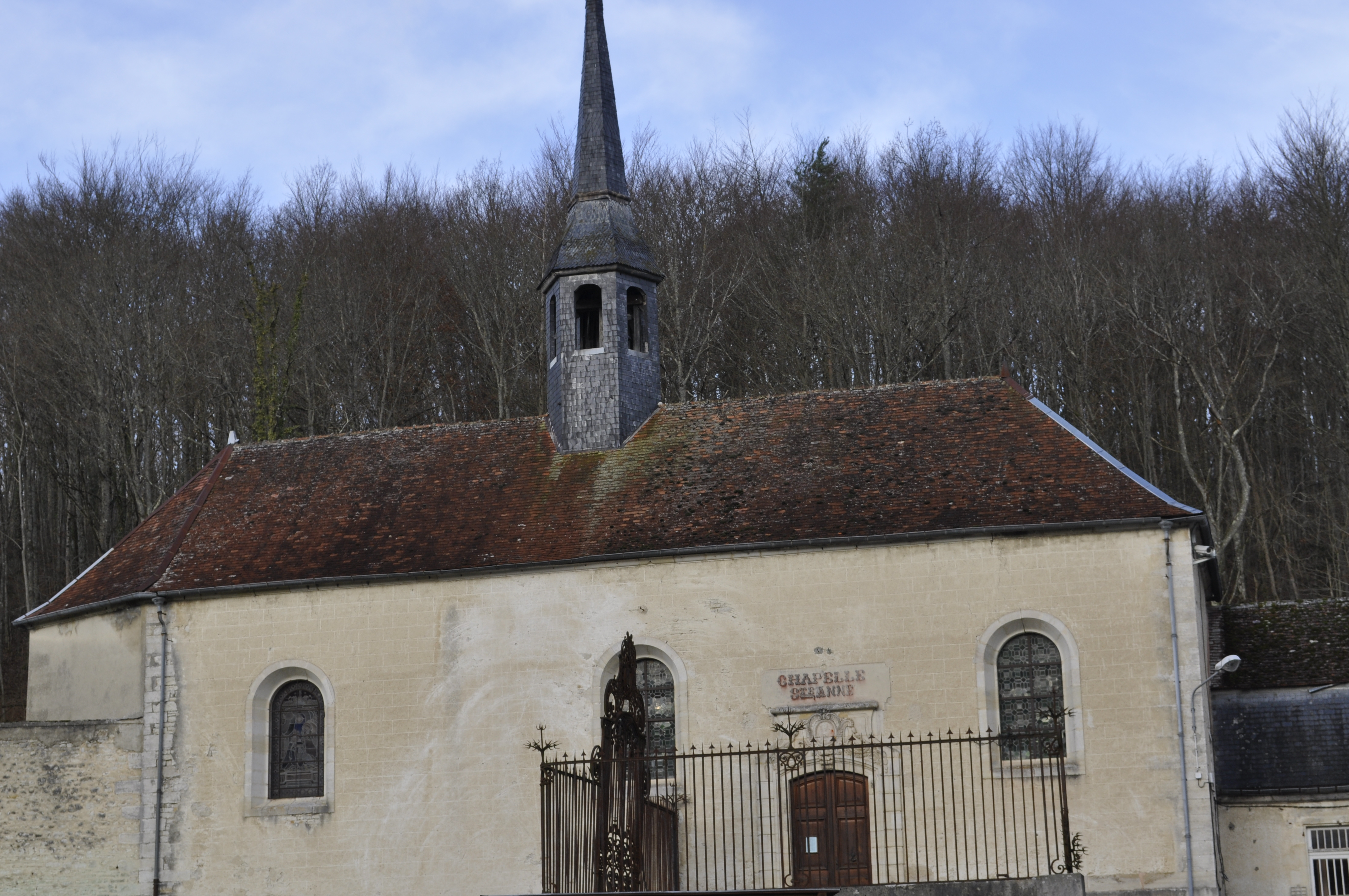
Chapelle Sainte-Anne.
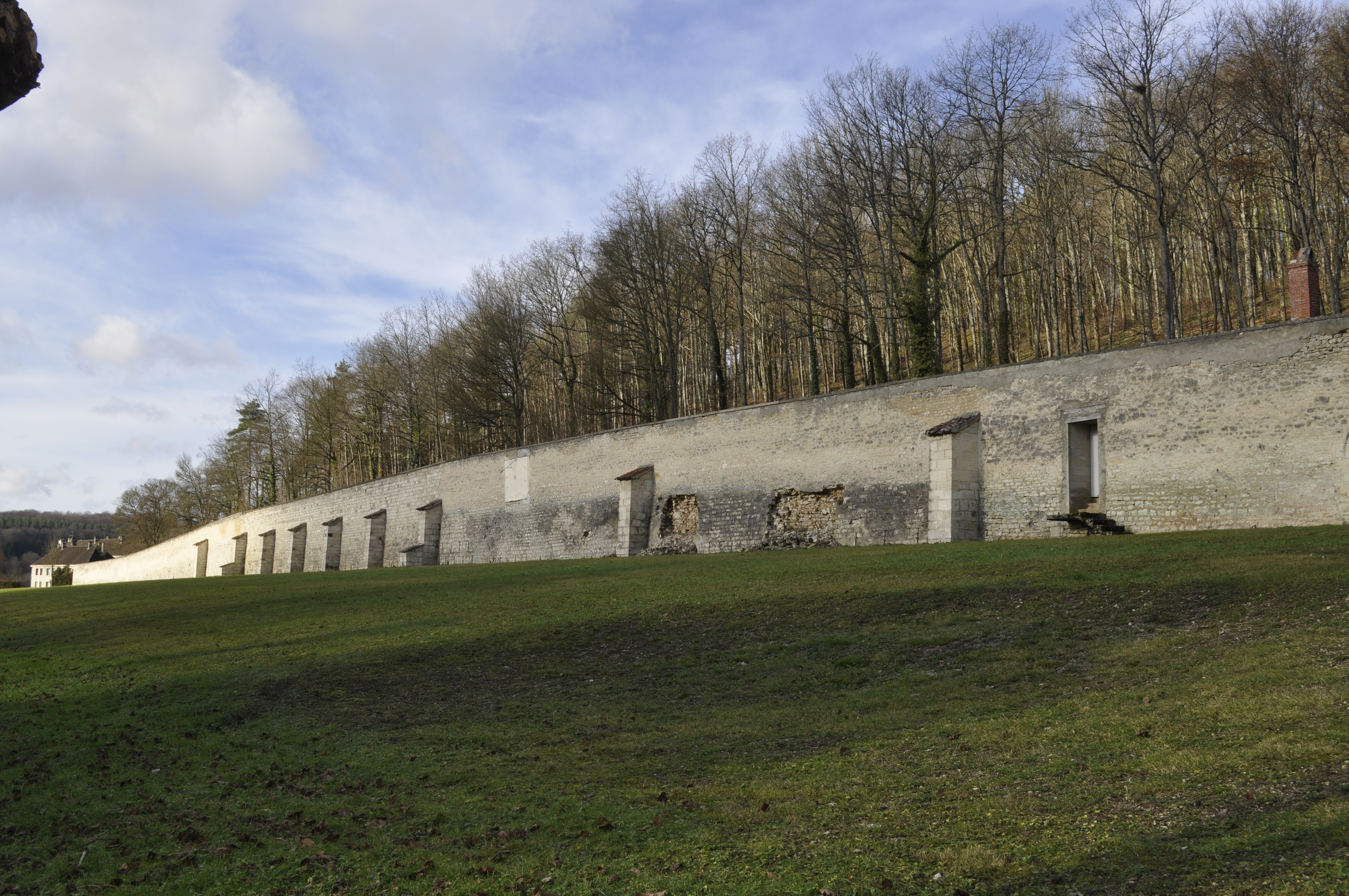
Mur d'enceinte (« haut mur »).

### De la Révolution à 1970

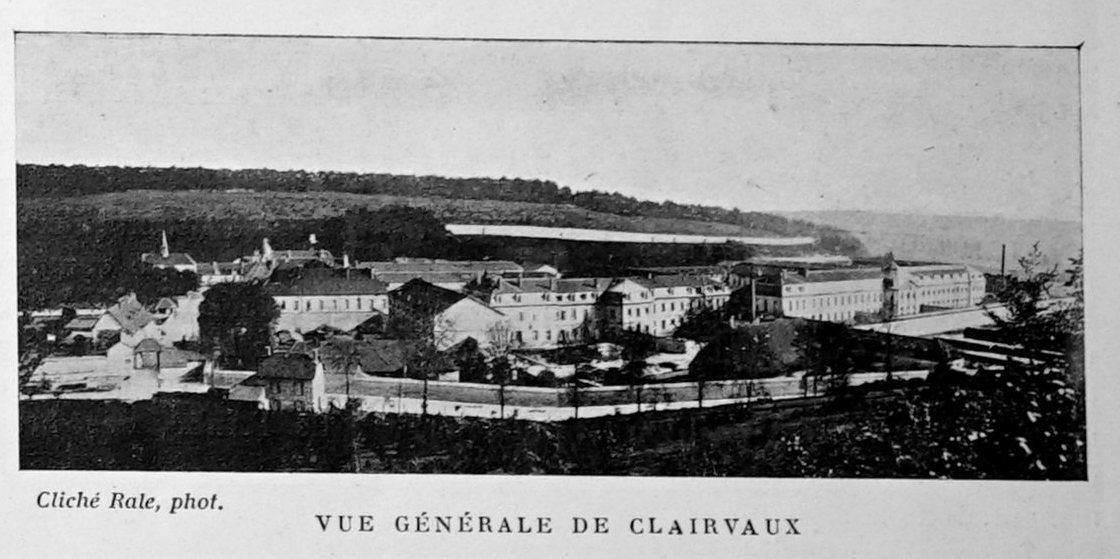
Vers 1901.

Le centre pénitentiaire de Clairvaux est un établissement pour peine établi sur le site de l'abbaye de Clairvaux depuis 1804. La transformation d'abbayes en prisons au XIXe siècle est courante (le Mont-Saint-Michel, Fontevraud, etc.) et est liée à la réforme du système pénal qui instituait une nouvelle peine, la privation de liberté instituée par Napoléon Ier en 1808. Les abbayes, avec leurs murs d'enceinte et leurs cellules, semblaient alors idéales. De plus, les populations locales trouvaient ainsi un substitut à la communauté religieuse qui leur avait procuré jusque-là une certaine aisance économique.
L'ensemble de l'abbaye fut ainsi occupé par la prison : le bâtiment des convers devint prison de femmes puis manufacture (notamment de textile), les entrepreneurs locaux utilisant la main-d'œuvre carcérale ; le grand cloître fut voué à la grande détention masculine, notamment les insoumis de la Grande Armée dès 1812, année au cours de laquelle l'abbatiale fut vendue comme carrière à pierres pour honorer des dettes. Le directeur de la prison fut révoqué à la suite de cela, car il n'y avait plus de lieu de culte pour les détenus.
En 1847, la prison manufacture connaît un grand scandale qui révèle que sept cents détenus ont trouvé la mort en trente mois en raison de mauvaises conditions d'incarcération (enfermés la nuit sans surveillance dans de vastes cellules collectives à la merci des chefs de bande et des caïds), d'alimentation (nourris au pain dont la mie est additionnée de chaux pour lui donner l'allure du pain blanc) et de travail.
La prison accueille 2 700 condamnés pendant le XIXe siècle, dont 500 femmes et 550 enfants. Parmi les prisonniers célèbres, on compte Claude Gueux dont s'inspira Victor Hugo pour l'un de ses romans. Une loi de 1875 rendant obligatoire la cellule individuelle, l’administration pénitentiaire installe par manque de moyens des « cages à poules » (grillages entourant des lits le long d'un couloir) utilisées jusqu’en 1970.

### La prison hors de l'abbaye
Le centre de détention était hébergé dans des bâtiments du XVIIIe siècle mais la maison centrale proprement dite bénéficie d'immeubles modernes bâtis en 1971 à l’emplacement de l’ancienne abbatiale alors que dans les bâtiments historiques se sont installés des services du ministère de la Justice et surtout, depuis 2002, du ministère de la Culture dont les bâtiments sont ouverts toute l'année aux visites. Un vaste programme de restauration a eu lieu, comprenant notamment le dortoir des convers rénové entre 2003 et 2013 (unique vestige de l'abbaye médiévale, la prison des enfants, le réaménagement des espaces extérieurs, la mise en sécurité du parcours de visite et se terminant en 2015 par le réfectoire des moines devenu en 1813 une chapelle pour les prisonniers. En moyenne 20 000 visiteurs s'y rendent chaque année, autant pour voir les conditions pénitentiaires au XIXe siècle que pour assister au festival de musique classique Ombres et lumières, fondé en 2004 par Anne-Marie Sallé ; des musiciens se produisent également devant les prisonniers de la maison centrale.

## Description
Les bâtiments visibles du grand public sont la prison des enfants, le réfectoire des moines et le grand cloître d'architecture classique. Ils appartiennent au ministère de la Culture.

### Bâtiment des convers
Ce bâtiment des convers date du XIIe siècle et il est caractéristique de l'architecture cistercienne : le premier niveau comprenait un cellier et un réfectoire parfaitement identifiable de nos jours ; le deuxième niveau était occupé par le dortoir. L'ensemble respecte parfaitement la notion de l'art cistercien définie par saint Bernard : la sobriété par opposition à ce qui se pratiquait alors à Cluny. Ce bâtiment des convers fait aujourd'hui environ 70 mètres de long sur quinze de large et comprend trois nefs de douze travées. Il fait l’objet d’un classement au titre des monuments historiques depuis le 26 octobre 1981 (d'autres parties de l'abbaye bénéficient de protections supplémentaires aux monuments historiques : inscription en 1994 et 1997, classement en 1999)[1]. Le bâtiment des convers appartient au ministère de la Culture depuis 2003. À ce titre, il est l'objet de restaurations depuis les années 1970, mais surtout entre 2003 et 2013.

### Sources bibliographie
: document utilisé comme source pour la rédaction de cet article.
- [J. Laurent 1911] J. Laurent, Dom Charles Beaunier (dir.) et Jean-Martial Léon Besse (dir.), Abbayes et prieurés de l'ancienne France, t. 12, Paris, A. Picard, 1911, « L'abbaye de Clairvaux », p. 308-344.
- [Robert Fossier 1949] Robert Fossier, « La vie économique de l'abbaye de Clairvaux des origines à la fin de la guerre de Cent Ans », Positions des thèses de l’École des Chartes,‎ décembre 1949, p. 57-63 (ISSN 0755-2076).
- [Henri Beis 1954] Henri Beis et abbé Marlier (dir.), Mélanges Saint Bernard : Congrès, Dijon, Association bourguignonne des sociétés savantes, 1954, 434 p., « La place prise par l'abbaye de Clairvaux au temps de saint Bernard dans la rivalité entre le comte de Champagne et le duc de Bourgogne », p. 28-31.
- [Jacques Berlioz 1979] Jacques Berlioz, Saint Bernard en Bourgogne : Lieux et mémoire, Dijon, Les Éditions du Bien Public, janvier 1979, 166 p. (ISBN 9782905441263).
- Pierre Aubé, Saint Bernard de Clairvaux, Fayard, 2003.
- [Colloque Bar-sur-Aube/Clairvaux 1992] « Histoire de l'abbaye de Clairvaux, actes du colloque de Bar-sur-Aube/Clairvaux, 22 et 23 juin 1990 », Bibliothèque de l'École des chartes, vol. 150, no 2,‎ 1992, p. 421-423 (ISSN 0373-6237, lire en ligne).
- [R. Locatelli 1992] R. Locatelli, Dominique Bertrand (dir.) et Guy Lobrichon (dir.), Bernard de Clairvaux (1090-1153) : histoire, mentalités, spiritualité : colloque de Lyon-Cîteaux-Dijon 1990, Paris, Éditions du Cerf, 1992, 752 p. (ISBN 978-2204046770), « L'expansion de l'ordre cistercien au temps de saint Bernard ».
- [Jean-François Leroux-Dhuys 1994] Jean-François Leroux-Dhuys et Jacques Berlioz, Moines et religieux au Moyen Âge, Paris, Éditions du Seuil, coll. « Points histoire » (no 185), octobre 1994, 346 p. (ISBN 978-2020226851), « Clairvaux, de l'abbaye à la prison », p. 143-155.
- [Jean-François Leroux-Dhuys 1996] Jean-François Leroux-Dhuys, « Clairvaux : de l'abbaye de saint Bernard à la prison des longues peines (Actes du premier mois médiéval, Centre d'Études médiévales de la Région Champagne-Ardenne) », La Vie en Champagne, no 8,‎ octobre-décembre 1996, p. 41-52 (ISSN 0758-4245).
- [Miguet 1997] M. Miguet, « Le Grand cloître de Clairvaux », Les Dossiers d'archéologie, no 229,‎ décembre 1997, p. 86-91 (ISSN 1141-7137, résumé).
- [Laurent Veyssière 1998] Laurent Veyssière (dir.), Jean Waquet et Jean-Marc Roger, Recueil des chartes de l’abbaye de Clairvaux : thèse de l’École des Chartes, Paris, Éditions Dominique Guéniot, 1998, CXXX+821 (ISBN 978-2735505371, résumé).
- [Jean-François Leroux-Dhuys 2000] Jean-François Leroux-Dhuys et Valérie Alanièce (dir.), Mémoire de Champagne : Actes du troisième mois médiéval, Centre d'Études médiévales de la Région Champagne-Ardenne, t. 2, Langres, Éditions Dominique Guéniot, octobre 2000, 213 p. (ISBN 978-2-87825-184-5), « L'économie cistercienne, les convers et les granges, l'exemple de Clairvaux », p. 169-179.
- [Jean-François Leroux-Dhuys 2001] Jean-François Leroux-Dhuys et Valérie Alanièce (dir.), Mémoire de Champagne : Actes du quatrième mois médiéval, Centre d'Études médiévales de la Région Champagne-Ardenne, t. 3, Langres, Éditions Dominique Guéniot, octobre 2001, 289 p. (ISBN 9782878252101), « Les Cisterciens et la vigne : l'exemple de Clairvaux », p. 235-248.
- [Laurent Veyssière 2001] Laurent Veyssière, Mémoire de Champagne : Actes du quatrième mois médiéval, Centre d'Études médiévales de la Région Champagne-Ardenne, t. 3, Langres, Éditions Dominique Guéniot, octobre 2001, 289 p. (ISBN 9782878252101), « Les chartes et les sceaux de l'abbaye de Clairvaux, au XIIe siècle », p. 19-42.
- [Vilain & Leroux 2003] Gilles Vilain et Jean-François Leroux, L'abbaye de Clairvaux, Langres, Éditions Dominique Guéniot, coll. « Itinéraires du Patrimoine » (no 268), mars 2003, 80 p. (ISBN 978-2878252514).
- [Bianchi & Leroux 2011] Virginie Bianchi et Jean-François Leroux-Dhuys (photogr. Pascal Stritt), Clairvaux, état des lieux, Langres, Éditions Dominique Guéniot, coll. « Itinéraires du Patrimoine » (no 268), mars 2011, 80 p. (ISBN 978-2-87825-500-3).
- [Wilmart 1917] Dom André Wilmart, « L'ancienne bibliothèque de Clairvaux », Mémoires de la Société d'agriculture, sciences et arts du département de l'Aube, t. 54,‎ 1917, p. 127-190 (lire en ligne)

#### Autres
- Jean Waquet,  Recueil des chartes de l'abbaye de Clairvaux, XIIe siècle, Fascicule I, précédée d'une préface par Pierre d'Herbécourt. Troyes, Archives départementales de l'Aube, 1950, In-4°, VIII-80 p.
- Documentaires sur le Moyen Âge. Une belle reconstitutionn 3D de l'abbaye de Clairvaux à travers les âges depuis sa création